# Criterio de lesión encefálica

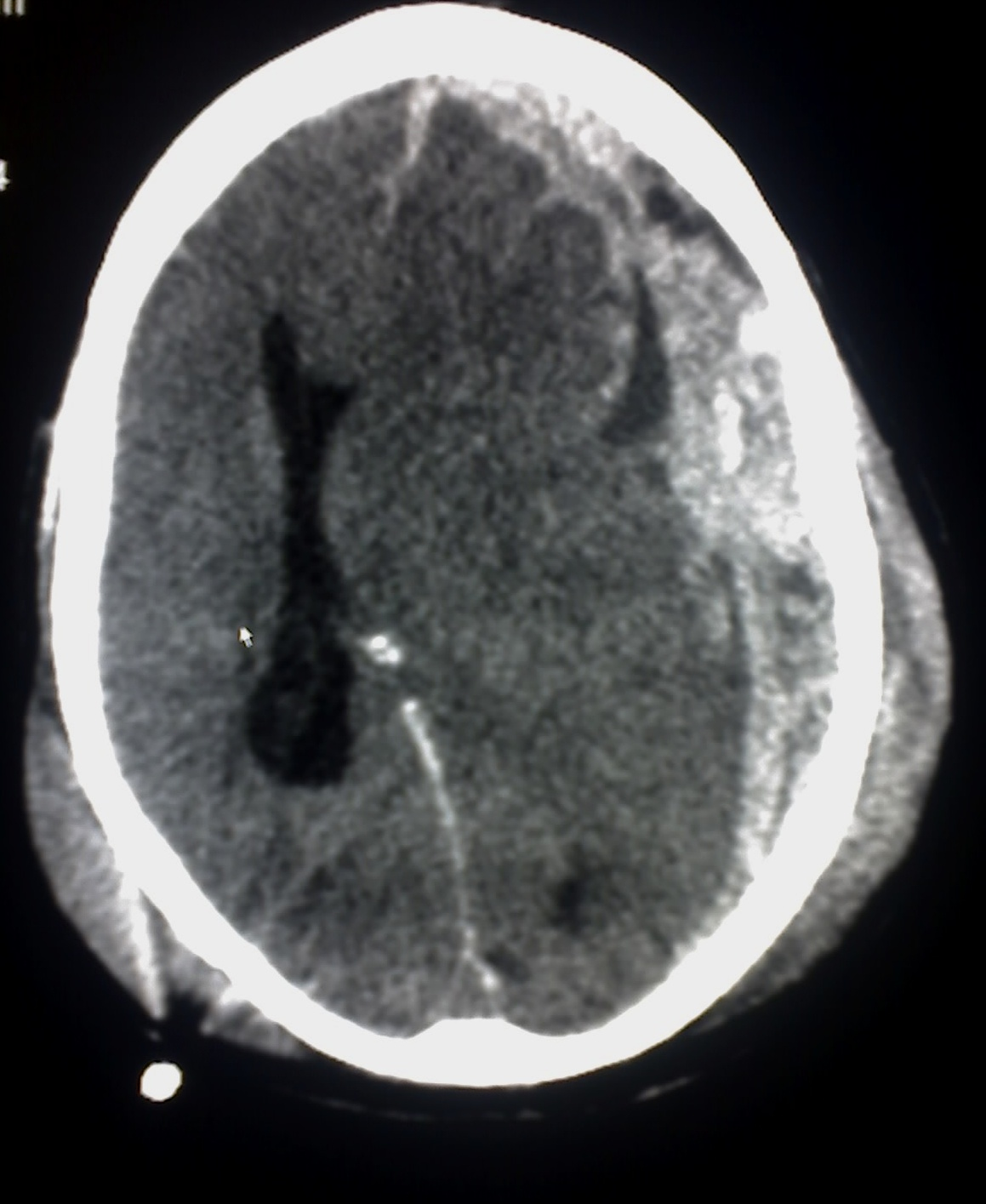
El hematoma subdural es una de las posibles lesiones provocadas por un fuerte impacto en la cabeza, su probabilidad de ocurrencia puede ser estimada mediante el CLE.

El criterio de lesión encefálica (CLE) (también conocido por sus siglas en inglés HIC Head Injury Criterion) es un índice relacionado con la probabilidad de sufrir algún tipo de traumatismo craneoencefálico como resultado de un impacto o deceleración violenta de la cabeza en algún tipo de accidente. El CLE o HIC se usa como índice estándar en la industria automovilística, en la industria de equipamientos deportivos y en la de fabricación de cascos militares como índice estándar para predecir posibles daños encefálicos.
El valor del CLE se obtiene a partir de la curva de deceleración, generalmente obtenida de ensayos mediante un acelerómetro colocado en el centro de gravedad de un dummy de ensayos de choque sometido a las fuerzas típicas de un choque frontal.

## Definición
Numéricamente el valor del CLE o HIC se calcula como:

{\displaystyle {\text{HIC}}=\max _{0\leq t_{1}<t_{2}\leq \Delta }{\bigg \{}{\Big [}{\frac {1}{t_{2}-t_{1}}}\int _{t_{1}}^{t_{2}}a(t)\ dt{\Big ]}^{2.5}\left(t_{2}-t_{1}\right){\bigg \}}}

Donde:
t1 y t2 son dos tiempos dentro del intervalo Δ en el que se evalúa el valor de HIC
{\displaystyle a(t)\,} es la aceleración del centro de graverdad de la cabeza expresada en gs.
{\displaystyle \Delta \,}, el intervalo "máximo" en el que se evalúa la magnitud HIC, usualmente se limita a Δ= 15 ms (milisegundos)
La ecuación anterior implica que HIC depende tanto de la máxima aceleración como del tiempo de aplicación sobre la cabeza de dicha aceleración. La masa encefálica sólo puede soportar grande aceleraciones si son de muy corta duración, en caso contrario se produce algún tipo de traumatismo encefálico.
Estadísticamente se ha determinado con para un HIC de 1000, una de cada seis personas sufren una lesión con riesgo de muerte en su masa encefálica (más exactamente existe un 18% de probabilidad de lesión cerebral grave, un 55% de lesión de consideración y un 90% de lesión moderada en un adulto medio).

### Antecedentes
La creación de un índice numérico que combinara la intensidad de la deceleración y el tiempo en que el tejido encefálico está sometido a la misma, se remonta los experimentos llevados a cabo en la universidad estatal de Wayne (Wayne State University) en la década de 1950. En varios experimentos con animales se llegó a que la línea divisoria entre la ocurrencia de lesiones serias y la no ocurrencia de las mismas venía dada aproximadamente por:

{\displaystyle 2,5\log _{10}{\bar {a}}+\log _{10}\Delta t=3,\qquad \qquad \Rightarrow {\bar {a}}^{2.5}\Delta t=1000}

Donde:
{\displaystyle {\bar {a}}} es la aceleración media.
{\displaystyle \Delta t\,} es el tiempo de aceleración/deceleración.
Como puede apreciarse el índice HIC (CLE) es sólo una reelaboración sencilla a patir de la fórmula anterior.
El índice de severidad de Gadd (GSI) es una de los antecesores directos del CLE (HIC) y se calculaba mediante la fórmula:

{\displaystyle {\mbox{GSI}}={\frac {1}{T}}\int _{0}^{T}|a(t)|^{2.5}dt}

Donde T era el tiempo hasta la detención total, o el primer instante en que la velocidad era cero. El último refinimiento en la definición aceptada de HIC (CLE) es escoger los dos instantes {\displaystyle \scriptstyle t_{1}} y {\displaystyle \scriptstyle t_{2}} que maximizan una integral como la anterior.

### Relación con la probabilidad de daños
Se acepta que HIC (CLE) es sólo un predictor correlacionado positivamente con la probabilidad de daño, y que no existe una conexión determinista entre el valor de HIC de un impacto y los daños, ya que el mecanismo de lesión es complejo y depende tanto de la dirección exacta de la aceleración, como de la región cerebral que más aplastamiento sufra contra el interior del cráneo. Diversos estudios de casos prácticos han encontrado mediante correlación logística que existe una relación de tipo logístico entre la probabilidad de daños severos y el valor de HIC en un evento de desaceleración severa como el experimentado por el ocupante de un vehículo que impacta frontalmente contra otro. Más concretamente la relación es del tipo:

{\displaystyle {\mbox{Prob}}={\frac {1}{1+e^{\beta (\mathrm {HIC} -\alpha )}}}}

Diversos autores han dado estimaciones numéricas de {\displaystyle \alpha \,} y {\displaystyle \beta \,}. En la ecuación anterior {\displaystyle \alpha \,} coincide con el valor de HIC necesario para producir lesiones con una probabilidad del 50%, se ha estimado que el valor está en torno a:

{\displaystyle \alpha \approx 1000g^{2,5}\cdot \mathrm {s} =300653{\frac {\mathrm {m} ^{2,5}}{\mathrm {s} ^{4}}}}

donde g = 9,8 m/s2 corresponde a la aceleración de la gravedad.

## Aplicaciones

### Seguridad en automóviles
La medida dada por HIC ha sido ampliamente usada por NHTSA para evaluar la seguridad de los automóviles. De acuerdo con el IIHS de Estados Unidos, el riesgo de lesión encefálica se evalúa fundamentalmente mediante el criterio de lesión encefálica. Un valor HIC = 700 g2,5·s es el máximo permitdo por el organismo regulador de los airbags (NHTSA), y se considera el máximo valor aceptable por la IHSS.
Igualmente una medida de HIC15 = 700 (consierando interavlos Δ = 15 ms) se estima que representa una probabilidad del 5% de daños graves. Una lesión "grave" es una con una clalificación de 4+ en la Escala de Daño Simplificada (Abbreviated Injury Scale, AIS).

### Atletismo y otros deportes
Los psicólogos deportivos y los especialistas en biomecánica usan el CLE en las investigaciones sobre equipamientos de seguridad y directrices para competiciones y prácticas deportivas. Un estudio reciente, relacionó la ocurrencia de conmoción cerebral con valores de CLE = 250 en la mayoría de atletas. También se han llevado a cabo estudios relacionados con el esquí y otras prácticas deportivas para comprobar la adecuación de los cascos de protección